# منتخب جزر توركس وكايكوس لكرة القدم للسيدات
منتخب جزر توركس وكايكوس الوطني لكرة القدم للسيدات (بالإنجليزية: Turks and Caicos Islands women's national football team)‏ هو ممثل جزر توركس وكايكوس الرسمي في المنافسات الدولية في كرة القدم للسيدات، يديريه اتحاد جزر توركس وكايكوس لكرة القدم.